# Paul Vlaanderen en het Conrad-mysterie
Paul Vlaanderen en het Conrad-mysterie is een hoorspelserie in acht delen naar de detectiveroman Paul Temple and the Conrad Case (1959) van Francis Durbridge. De AVRO zond ze uit vanaf zondag 27 september 1959. De vertaling was van Johan Bennik (Jan van Ees) en de regisseur was Dick van Putten.

## Delen
- Deel 1: De man uit München (duur: 43 minuten)
- Deel 2: [Betreffende Elliot France] (duur: 43 minuten)
- Deel 3: [Hotel Römer] (duur: 38 minuten)
- Deel 4: [Een bezoek aan Innsbruck] (duur: 43 minuten)
- Deel 5: [Een droge martini] (duur: 38 minuten)
- Deel 6: [Aangaande Captain Smith] (duur: 41 minuten)
- Deel 7: Koffie voor Miss Conrad (duur: 41 minuten)
- Deel 8: De grote onbekende (duur: 43 minuten)

## Rolbezetting
- Jan van Ees (Paul Vlaanderen)
- Eva Janssen (Ina, zijn vrouw)
- Donald de Marcas (Charlie)
- Louis de Bree (Sir Graham Forbes)
- Rob Geraerds (Herr Breckschaft)
- Jacques Snoek (Elliot France)
- Tonny Foletta (wegwerker)
- Wiesje Bouwmeester (Mrs. Elizabeth Weldon)
- Els Buitendijk (June Jackson)
- Dogi Rugani (Madame Klein, chef-verkoopster bij Brenner)
- Frans Somers (Dennis Harper)
- Peronne Hosang (gravin Elsa Dekker)
- Wam Heskes (Dr. Conrad)
- Jan Borkus (Fritz Gunther)
- Corry van der Linden (stewardess)
- Constant van Kerckhoven (hoofdbureau van de politie te Garmisch)
- Huib Orizand (inspecteur Vosper)
- Han König (voorbijganger & Bert, kelner in de Groove Club)
- Johan Wolder (Captain Smith)
- Jo Vischer sr. (brigadier)
- Nel Snel (een verpleegster)
- Irene Poorter (receptioniste in hotel Pointers)
- Dick Scheffer (man met de takelwagen)

## Inhoud
De Engelse misdaadauteur Paul Vlaanderen is met zijn vrouw Ina naar Garmisch gereisd, om Scotland Yard en de Beierse politie in hun zoektocht naar Betty Conrad bij te staan. Die jonge Engelse is al meer dan een week vermist. Betty is de dochter van een bekende Londense neuroloog. Ze is al geruime tijd in een exclusieve kostschool nabij Garmisch. Klaarblijkelijk is ze ingegaan op een uitnodiging van de schrijver Elliot France, die daar in de buurt  woont. Sindsdien ontbreekt van haar elk spoor. Raadselachtige aanwijzingen vormen een houten cocktailprikkertje en de kaart van een modezaak, waarmee gemeld wordt dat een blauwe mantel kan afgehaald worden…